# Asia (localidad)
Asia es una localidad peruana, capital del distrito homónimo, perteneciente a la provincia de Cañete del departamento de Lima, en Perú. En el 2017 tenía una población de 1198 habitantes según el INEI.